# Parexoletuncus
Parexoletuncus là một chi bướm đêm thuộc phân họ Tortricinae của họ Tortricidae.

## Các loài
- Parexoletuncus mundius Razowski, 1997